# Hartsel
Hartsel est une localité américaine située dans le comté de Park, dans l’État du Colorado, à une altitude de 2 702 m.

## Histoire
La ville a été fondée en 1880 autour du ranch d'un éleveur nommé Samuel Hartsel. Elle est souvent considérée comme le « cœur du Colorado ». Elle constitue une très vaste agglomération en surface avec une très faible densité de population.

## Source
- (en) Cet article est partiellement ou en totalité issu de l’article de Wikipédia en anglais intitulé « Hartsel, Colorado » (voir la liste des auteurs).